# Assinatura radar
Assinatura Radar é uma medida de quanto um objecto, aéreo ou não, pode reflectir ondas de radar.
Por exemplo, um Boeing 737, avião de grandes dimensões e sem nenhuma característica stealth, apresenta uma grande assinatura radar. Podemos dizer que o avião 737 apresenta um alto RCS.
Por outro lado, o avião F-117 Nighthawk, um avião militar norte-americano de pequenas dimensões e que possui uma tecnologia stealth, apresenta uma baixa assinatura radar ou um baixíssimo RCS: o seu RCS é o equivalente ao de um pardal.